# Detmold (stacja kolejowa)
Detmold – stacje kolejowa w Detmold, w kraju związkowym Nadrenia Północna-Westfalia, w Niemczech. Stacja została otwarta w 1880. Znajduje się tu 1 peron. Według klasyfikacji Deutsche Bahn posiada kategorię 5.